# Station Praha-Cibulka
Station Praha-Cibulka is een spoorwegstation in de Tsjechische hoofdstad Praag. Het station is gelegen in de wijk Košíře, aan de westzijde van de stad. Het station wordt aangedaan door spoorlijn 122, die van het hoofdstation van Praag via Hostivice naar Rudná loopt. Bij station Praha-Cibulka vindt geen verkoop van treinkaartjes plaats, tickets dienen in de trein aangeschaft te worden.
Station Cibulka bestaat sinds het jaar 1929.
Praha hlavní nádraží ↔ Praha-Smíchov ↔ Praha-Žvahov ↔ Praha-Jinonice ↔ Praha-Cibulka ↔ Praha-Stodůlky ↔ Praha-Zličín ↔ Hostivice ↔ Hostivice-Litovice ↔ Rudná u Prahy